# 澳門特別行政區成立紀念日
澳門特別行政區成立紀念日，又被稱為澳門回歸紀念日，為每年12月20日，為紀念1999年12月20日澳門回歸中華人民共和國及成立澳門特別行政區而設立的紀念日。

## 由來
在中葡聯合聲明簽訂前，中華人民共和國代表曾於談判表示要於2000年之前收回澳門，因此，澳門回歸原計劃於12月31日，不過在之前和之後有冬至、聖誕節、元旦等大型節日進行，經中華人民共和國方面爭取之後，即將澳門回歸之日期提前至1999年12月20日。
之後，為紀念澳門於99年12月20日回歸，澳門政府即將每年的同一日定為紀念日。

## 慶祝及活動
澳門政府同香港一樣，每隔五年換屆一次，新政府會於12月20日上台。
每年的澳門特區成立紀念日，澳門都會舉辦大型慶祝活動。